# Get a Mac
Get a Mac fue una campaña publicitaria creada para por Apple Inc. TBWA\Media Arts Lab, la agencia publicitaria de la compañía, estuvo en funcionamiento desde 2006 hasta 2009. Fue transmitida en Estados Unidos, Canadá, Australia, Nueva Zelanda, Reino Unido y Japón. Los anuncios de la campaña son fácilmente reconocidos, porque cada anuncio sigue una estructura estándar: Contra un fondo minimalista totalmente blanco, un hombre vestido con ropa informal se presenta como un Mac ("Hello, I'm a Mac."), mientras que un hombre en un atuendo más formal, traje y corbata, se presenta como una Windows computadora personal (PC) ("And I'm a PC.").
Después los dos representan una breve viñeta, en la que se comparan las capacidades y atributos de Mac y PC, con el PC - caracterizado como formal y poco cortés, así como también poco interesante y demasiado preocupado con el trabajo - a menudo frustrado por las habilidades del más relajado Mac. Los comerciales anteriores en la campaña participan una comparación general de los dos equipos, mientras que los posteriores principalmente de Windows Vista y, más tarde, de Windows 7.
Los anuncios están protagonizados por el estadounidenses Justin Long como el Mac, y el autor y humorista John Hodgman como el PC, fueron dirigidos por Phil Morrison. Los anuncios estadounidenses también fueron emitidos en la televisión canadiense, australiana y de Nueva Zelanda, y al menos 24 de ellos fueron doblados al español, francés, alemán e italiano. La campaña británica tiene como protagonistas al dúo cómico Robert Webb como Mac y David Mitchell como PC, mientras que la campaña japonesa cuenta con el dúo cómico Rahmens. Aunque varios de los anuncios británicos y japoneses se originaron en la campaña estadounidense, se alteran ligeramente para adaptarse a las culturas locales. Tanto las campañas británicas y japonesas cuentan con varios anuncios originales no vistos en la campaña estadounidense.
La campaña "Get a Mac" es la sucesora de Switch ads cuya primera emisión fue en 2002. Ambas campañas fueron filmadas contra un fondo blanco y liso. El CEO de Apple en ese momento, Steve Jobs, presentó la campaña durante una junta de accionistas una semana antes de que iniciara. La campaña también coincidió con un cambio de la señalización y de la ropa de los empleados en las tiendas de Apple que detallan razones para cambiar a los Macs.
La campaña Get a Mac recibió un Grand Effie Award en 2007. La canción en el comercial se llama "Having Trouble Sneezing" compuesta por Mark Mothersbaugh, pero es más conocido como "Get a Mac Melody".

## Anuncios
Los anuncios destacan las debilidades percibidas por usuarios de computadora personal que no usan Mac, especialmente los que usan Microsoft Windows, de los cuales la PC tiene la clara intención de ser una parodia, y las fortalezas correspondientes poseídas por Mac OS (como inmunidad a los virus circulantes y spyware dirigido a Windows). El público objetivo de este tipo de anuncios no está dedicado a los usuarios de PC, sino más bien, los que tienen más probabilidades de cambiar hacia Apple. Apple sabe que muchos consumidores que optan por PC lo hacen debido a su falta de conocimiento de la marca Apple. Con esta campaña, Apple estaba apuntando a aquellos usuarios que no tenían en cuenta comprar Macs, pero pueden ser persuadidos para cuando ven estos anuncios. Cada anuncio dura alrededor de 30 segundos y es acompañado por una canción llamada "Having Trouble Sneezing", la cual fue compuesta por Mark Mothersbaugh. Los anuncios presentados abajo están ordenados en orden alfabético y no en orden cronológico.

## Campaña de Norteamérica
A continuación se presenta una lista de los anuncios transmitidos en Estados y Canadá.
- Accident - Un PC sale en silla de ruedas, y lleva yeso en sus brazos, explica que se cayó de su escritorio cuando alguien tropezó con su cable de alimentación, lo cual incita a Mac a señalar que la MacBook y MacBook Pro cuentan con MagSafe que evita que esto ocurra. El Macbook al final del anuncio retira su cable sin causar daño.
- Angel/Devil— Mac da a PC un libro de iPhoto a ver. De repente, las versiones de ángel y diablo de PC aparecen detrás de él. El ángel anima a PC a que le haga un cumplido a Mac, mientras que el diablo incita a PC a destruir el libro. Al final, PC dice que el libro es bueno y se da la vuelta, sintiendo el aire donde las versiones ángel y diablo de él estaban.
- Bake Sale— Cuando Mac le pregunta a PC con respecto a una venta de pasteles que ha puesto en marcha, PC responde que está tratando de recaudar dinero con el fin de solucionar los problemas de Vista. Mac decide contribuir con la compra de una magdalena, pero tan pronto como la prueba, PC le dice que tiene que pagar diez millones de dólares por ella.
- Bean Counter—PC está tratando de equilibrar su presupuesto, admitiendo que los problemas de Vista con los usuarios de PC son frustrantes y es el momento de tomar medidas drásticas: gastar casi todo el dinero de la publicidad. Cuando Mac le pregunta a PC si piensa que la pequeña cantidad de dinero que queda va a arreglar Vista, PC reasigna todo el gasto a publicidad. Este anuncio coincidió con la introducción de la campaña de Microsoft. "I'm a PC".
- Better— Mac alaba la capacidad del PC con las hoja de cálculos, pero explica que él es mejor con actividades relacionadas con la vida diaria, tales como música, fotos y películas. PC pide a la defensiva lo que se refiere Mac por "mejor", sólo para reclamar tímidamente una definición diferente cuando Mac le responde.
- Better Results— PC y Mac discuten haciendo películas caseras y muestran entre sí sus esfuerzos. La supermodelo Gisele Bündchen entra, representando la película de Mac, mientras que la película de PC está representada por un hombre con un pecho peludo, una peluca rubia y un vestido similar al de Bündchen. PC afirma que su película es un "trabajo en progreso."
- Biohazard Suit— PC aparece con un traje de riesgo biológico para protegerse de los virus y software malicioso, de los cuales la PC dice que hay 20.000 descubierto todos los días. Mac le pregunta a PC si va a vivir en el traje para el resto de su vida, pero el PC no puede oírlo porque está demasiado protegido por su máscara a prueba de virus, y se la quita. PC entonces grita y lucha para colocarsela de nuevo.
- Boxer— PC es introducido por un anunciador como si estuviera en una pelea de boxeo, indicando que él no va a caer sin luchar antes. Mac explica que el tema no es una competencia, sino, más bien, la gente cambiando a un equipo que es más simple y más intuitivo. El locutor admite que su cuñado recientemente compró un Mac y le encanta. Este es también el primer anuncio en mostrar Mac OS X Leopard.
- Breakthrough— EL terapeuta de Mac y de PC (interpretado por Corinne Bohrer) sugiere que los problemas de la PC son simplemente el resultado de software y hardware proveniente de diversas fuentes, mientras que Mac obtiene todo su hardware y software de un lugar. PC sigue repitiendo "No es mi culpa!" con el apoyo de Mac y del terapeuta antes de concluir: "Es culpa de Mac! Es culpa de Mac!" Mac y el terapeuta están decepcionados en la conclusión del PC, pero sin embargo, PC termina con el comentario "¡Qué progreso!"
- Broken Promises—PC le dice Mac lo emocionado que está sobre el lanzamiento de Windows 7 y le asegura que no va a tener los mismos problemas que Vista. Sin embargo, Mac se siente como que ha oído esto antes y tiene una serie de flashbacks con versiones anteriores de PC asegurándole sobre Windows Vista, XP, ME, 98, 95 y 2.0. En el último flashback, PC dice: "Confía en mí." De vuelta al presente, explica que esta vez va a ser diferente y dice, "Confía en mí", de una manera casi idéntica a su retrospectiva.
- Calming Teas— PC anuncia tés que relajantes y sales de baño para hacer las molestias de Vista más fáciles, por ejemplo, 'Crashy-time Chamomile', 'Missing Driver Mint', 'Pomegranate Patience', y 'Raspberry Restart'. No le da tiempo para hablar de sus sales de baño.
- Choose a Vista—Confundido acerca de cuál de las seis versiones de Windows Vista obtener, PC hace girar una gran rueda de concurso. La rueda cae en pierde un turno, y Mac le pregunta por qué puso ese espacio en la rueda.
- Computer Cart— PC y otros tres hombres de traje están en un carrito de la computadora. Cuando Mac pregunta la razón, PC responde que él obtiene un error con Windows Media Player, y que los otros sufren de errores similares. El hombre del traje color beige representa error 692, el hombre del traje gris representa un Syntax error, y el hombre en el fondo de la carreta representa un Fatal error (PC susurra, "Él es un hombre muerto" al final del comercial). Mac explica que los Macs no reciben mensajes de error crípticos.
- Counselor—PC y Mac visitan un psicoterapeuta (interpretado por Corinne Bohrer) para resolver sus diferencias. Mientras que a Mac le resulta fácil felicitar a PC ("Usted es un mago con los números y que se viste como un señor"), el resentimiento del PC es demasiado profundo para corresponder ("Supongo que usted es mejor para crear cosas, aunque sea completamente juvenil y una pérdida de tiempo."). El consejero sugiere que vengan dos veces por semana.
- Customer Care—Se ve a Mac con un Genius Mac de una Genius Bar en una Apple Store, el cual puede arreglar los problemas de Mac. PC tiene entonces un breve montaje de mensajes automatizados de apoyo al cliente y para su decepción nunca llega a hablar con una persona real . PC dice que su fuente de ayuda es 'la misma' que Mac Genius.
- Elimination—PC intenta encontrar para Megan el PC perfecto. Desafortunadamente, no hay PCs "inmunes" a los virus, que es la preocupación n.º 1 de Megan, por lo que su PC la deja con Mac.
- Flashback—Mac le pregunta a PC si le gustaría ver el sitio web y película casera que hizo. Esto lleva a PC a recordar un momento en que tanto él como Mac eran niños: cuando el Mac le pregunta a PC, ambos más jóvenes, si le gustaría ver algunas obras de arte que hizo, la PC saca una calculadora y calcula el tiempo que ha perdido haciéndolo (esto puede ser una referencia a la época en la que las PCs eran basado en texto, mientras que los Mac eran más lentos, pero tenían GUI). Volviendo del recuerdo, PC hace lo mismo.
- Genius— Mac introduce a uno de los Mac Geniuses de la Apple Retail Store Genius Bar. PC pone la pone a prueba, comenzando con preguntas de matemáticas, estas culmian en preguntarle, en una escala del uno al diez, ¿cuánto detesta él a Mac, a lo que ella responde "Once". Sorprendido, PC dice "Ella es buena. Muy buena."
- Gift Exchange—Mac y PC intercambian regalos para la Navidad. PC, que espera le regalen una guía de programación C++, está decepcionado para recibir un álbum de fotos de anteriores anuncios "Get a Mac" realizados en iPhoto. Por el contrario, él le regala a Mac una guía de programación C++.
- Goodwill—Mac y PC están de acuerdo en dejar de lado sus diferencias debido a la temporada navideña. Aunque PC momentáneamente se le olvida y afirma que Mac pierde el tiempo en cosas insignificantes como películas caseras y blogs, al final están de acuerdo de olvidar sus diferencias y se desean unas buenas vacaciones.
- Group—PC se encuentra en un grupo de apoyo para las PC que viven con Vista. Los otros PCs allí le dicen que lo tome despacio y que se enfrenta al más grande hecho de todo, que Vista no está funcionando como debería. Todos desean que los problemas de Vista desaparezcan pronto y fácilmente. Uno de ellos dice gratamente que lleva sin presentar errores una semana, pero lo comienza a repetir sin control, desalentando a los demás.
- iLife—PC escucha música en un iPod y alaba a iTunes. Mac responde que el resto de iLife funciona igual de bien y viene en todos los Mac. PC responde defensivamente haciendo una lista de las aplicaciones interesantes que vienen con él, pero solo puede identificar a una calculadora y un reloj.
- I Can Do Anything— En este comercial animado diseñado para la temporada navideña, PC pregunta a Mac porqué él ama tanto esta época. Mac le pregunta si es por la temporada de paz en la tierra, pero PC responde que son animados y pueden hacer cualquier cosa. PC lo demuestra flotando en el aire, la construcción de un muñeco de nieve en movimiento rápido, y preguntando a un conejo a dónde va. El conejito, que puede hablar, dice que va a la tienda de Apple por algunos regalos de última hora. Entonces PC deliberadamente tira la cabeza del muñeco de nieve la cual le cae al conejo, y sarcásticamente se disculpa con él, y se dice torpe. El estilo de animación para este anuncio imita a la de Rankin/Bass que se ve en una serie de especiales de Navidad.
- Legal Copy—Cada vez que PC dice algo positivo sobre sí mismo, la copia legal que aparece en la parte baja de la pantalla aumenta. Finalmente, señala que los PC son ahora 100% libre de problemas, y la copia legal cubre toda la pantalla.
- Meant for Work—PC, con aspecto demacrado y cubierto de pegatinas, se queja de los niños que lo usan y las actividades para lo que lo utilizan, tales como hacer películas y blogging. También dice que llora cada noche hasta entrar en modo reposo, quejándose de que, a diferencia de Mac, que él fue creado para el trabajo de oficina. Entonces PC se alerta porque su usuario quiere escuchar algo de música emo y, con un gemido, camina penosamente fuera, mostrando una pegatina de anarquía en la espalda.
- Misprint—PC está hablando por teléfono con " PC World", tratando de informar de un error de imprenta. Él explica cómo dice la letra, "El notebook más rápido con Windows Vista que hemos probado este año es un Mac". PC argumenta que es imposible para un Mac para ejecutar Vista más rápido que un PC, mientras que Mac trata de explicar que es cierto. Discutiendo con PCWorld, PC dice que va a poner Mac en la línea para dejar las cosas claras. Sin embargo, en lugar de eso suplanta Mac, diciendo que las PCs son más rápidas.
- Network—Mac y PC se encuentran tomados de la mano para demostrar la capacidad de red entre sí. Una mujer japonesa que representa una nueva cámara digital entra y toma la mano de Mac. Mientras Mac y la cámara son perfectamente compatibles y hablan el uno al otro con fluidez, PC-que no puede hablar japonés-está totalmente confundido e incapaz de comunicarse, lo que supone que las PC de Windows necesitan instalar un controlador con prácticamente todo el hardware nuevo.
- Now What—PC comienza por mostrar su nuevo libro "Me quiero comprar un ordenador".
- Office Stress—El nuevo Microsoft Office de Mac acaba de ser lanzado. En la caja que PC le da a Mac hay un juguete para el estrés, para que lo utilice cuando se abrume de hacer mucho más trabajo. Sin embargo, PC comienza a utilizar el juguete, quejándose de que Microsoft Office es también compatible con Mac, que quiere cambiar sus archivos , y que está recibiendo menos trabajo que Mac, finalmente rompe el juguete.
- Off the Air— Mac y PC aparecen con un Mac Genius, que anuncia que ahora más fácil que nunca para cambiar a un Mac y que un experto en Mac puede transferir los archivos del PC a un nuevo Mac de forma gratuita. PC reclama que el miedo impide a la gente de cambiar, y la gente no necesita escuchar sobre el Mac Genius. En señal de protesta, él pone una tapa sobre la cámara, que tiene una tarjeta dibuja en ella, y declara que están fuera del aire.
- Out of the Box—Mac (en una caja blanca) y PC (en una caja marrón hace algunos ejercicios) están discutiendo lo que van a hacer cuando sean desempacadas. Mac dice que él puede comenzar de inmediato, pero la PC está limitado por las numerosas actividades que debe llevar a cabo antes de ser útiles. Mac finalmente se levanta y va directo al trabajo, pero el PC se ve obligado a esperar a las partes que todavía están en otras cajas.
- PC Choice Chat— PC tiene su propio programa de radio llamado  PC Choice Chat , la gente comienza a llamar para pedir consejo sobre qué equipo de conseguir. Todas las personas que llaman piden consejo en un equipo que calificaría como un Mac, pero no como un PC. Una persona que llama pide un equipo para personas que odian los virus, otra persona que llama pregunta por soporte estilo Mac Geniuses, y una tercera persona que llama desea cambiar a Mac por completo. PC ignora estas llamadas.
- PC Innovations Lab—PC ha envuelto otra PC en plástico de burbujas, diciendo que este plástico es en realidad un escudo de seguridad. Mac intenta hablar, pero PC lo interrumpe, mostrando a otro PC que tiene un portavasos sobre sus hombros. Los portavasos están llenos de tazas de café, PC toma una taza de café llena, y pretendiendo brindar dice: "Saludos a la innovación".
- PC News— PC está sentado en una mesa de redacción y cambia a a un corresponsal en lo que parece ser una fiesta de lanzamiento de Windows 7. Una persona entrevistada revela que él está cambiando a un Mac. PC es sorprendido por esto le pregunta por qué, pero más personas hablan de cómo Mac es # 1 en satisfacción del cliente, hasta que PC finalmente dice que cortar la transmisión. Esta es una de dos comerciales donde Mac y PC reconocen que están en un comercial. PC: "Vamos a ir a un comercial." Mac: "Somos un comercial". PC: "Vamos a ir a otro comercial".
- Pep Rally— PC es introducido por un equipo de animadoras. Cuando se le pregunta, PC explica que Mac es #1 en los campus universitarios con su iSight, Mac OS X 10.5, y por capaz de ejecutar Microsoft Office tan bien, así que él está tratando de ganar a los estudiantes con un rally. Las porristas animan, "¡Mac Número Uno!" y por las queja de PC, animan, "¡PC Número Dos!".
- Party is Over—PC organiza infelizmente una fiesta para celebrar el lanzamiento de Windows Vista. Se queja con Mac de que tuvo que actualizar su hardware y ahora no puede utilizar algunos de su viejo software y periféricos. Luego habla con uno de los miembros del partido acerca de organizar otra fiesta en 5 años, otra en 5 años un día y así sucesivamente.
- Pizza Box—PC intenta atraer estudiantes universitarios haciéndose pasar por una caja de pizza gratis. Este anuncio fue emitido durante la promoción de 2008 de regreso a clases de Apple.
- Podium—PC, al estilo de un candidato político, está de pie en un podio haciendo declaraciones acerca de Windows Vista, instando a aquellos que están teniendo problemas de compatibilidad con el hardware existente simplemente reemplazarlos y hacer caso omiso de las nuevas características de Mac OS X Leopard. Sin embargo, admite en privado a Mac que él mismo ha regresado a Windows XP hace tres semanas. Su lema clave es: No se trata de lo que Vista puede hacer por usted, es lo que usted puede comprar para Vista.
- PR Lady—Mac y PC están acompañados por un representante de relaciones públicas (interpretada por Mary Chris Wall), que ha sido contratada por PC para dar un giro positivo a la reacción de Windows Vista y afirma que muchas personas están regresando a Windows XP, pero su respuesta a las afirmaciones de que más personas están cambiando a Mac en su lugar es "Sin comentarios".
- Referee—Un árbitro está presente, de acuerdo con la PC, para asegurarse de que Mac no diga que Leopard es mejor y más rápido que Vista. Cuando Mac se defiende diciendo que fue  The Wall Street Journal  el que comparó los dos, PC se queja, y el árbitro toma el lado de Mac. Al insultar al árbitro, PC es expulsado, pero PC refuta, diciendo que él no tiene a dónde ir (en el área de la publicidad).
- Restarting—Mac y PC explican cómo los dos tienen mucho en común, pero la discusión se ve obstaculizada por la congelación y el reinicio del PC.
- Sabotage—PC está presente, pero un actor diferente aparece en lugar de Mac, y recita algunas líneas mal memorizadas para halagar a PC. El Mac "real" llega poco después, y PC niega tímidamente que algo está sucediendo, el Mac falso le dice al verdadero que es un gran fan.
- Sad Song—PC canta una canción corta estila country porque Vista lo ha deprimido. La canción es acerca de las personas lo abandonan por Mac y de los problemas de Vista. Un aulla al final y Mac afirma que es un buen toque. Una versión xtendida termina con Mac preguntando a PC si el perro es de él, pero no lo es.
- Sales Pitch—Aunque Mac presenta a sí mismo como de costumbre, PC dice: "Compra un PC". Él explica que el aumento de la popularidad de Mac está obligando a ser más directo con su autopromoción.
- Santa Claus—Otro comercial animado de la campaña, con Santa Claus y villancicos cantados por PC y Mac. PC estropea la canción mediante la inserción de "Comprar un PC y no un Mac esta temporada de vacaciones o cualquier otro momento por el amor de Dios," y se excusa diciendo, "Así es como lo aprendí."
- Security—En una referencia a las críticas a Windows Vista por sus características de seguridad, PC está acompañado por un guardaespaldas que representa la nueva seguridad de Vista y sus intrusivas características al preguntar si cancelar o permitir que cada interacción entrante o saliente que tiene con Mac.
- Self Pity—Mac, por primera vez, lleva un traje, y le explica que él hace cosas de trabajo también, y ha tenido Microsoft Office durante años. Al oír esto PC, se siente abatido y se desploma en el suelo, pidiendo que lo dejen solo para depreciarse.
- Stuffed—PC entra lentamente con un torso hinchado, explicando que todo el software de prueba lo está volviendo más lento. Mac responde que Mac sólo viene con el software que desee (es decir, el paquete iLife). Como PC finalmente llega su marca, Mac comienza su introducción de nuevo, pero PC se da cuenta de que ha olvidado algo y comienza a salir lentamente.
- Stacks—PC se encuentra buscando en todas sus fotos, tratando de encontrar una fotografía de su amigo. Él busca una imagen a la vez, pero Mac afirma que iPhoto tiene una función llamada Faces, en el que se etiqueta la cara de una persona y iPhoto encuentra otras fotos de la misma persona, poniendo a todos en la misma carpeta y ahorra tiempo de búsqueda. PC responde que la tecnología de reconocimiento facial es cara y le dice a Mac que ordene él las imágenes en su lugar, porque tiene la tecnología para hacerlo.
- Surgery—PC aparece en el atuendo de un paciente a la espera de la cirugía, y explica que está actualizando a Windows Vista, pero requiere de una cirugía para actualizar (en concreto, la actualización de artículos tales como tarjetas gráficas, procesadores, memoria, etc). En referencia a las dificultades percibidas en la actualización, PC admite que está preocupado por ir a cirugía y le hereda sus periféricos a Mac en caso de que no sobreviva. Mac le pregunta si, como él, su actualización es sencilla.
- Surprise—Mac aparece junto a un cliente (Andree Vermeulen), con PC ausente. El cliente que está buscando comprar un gran equipo. Mac intenta convencerla de que debe obtener un PC, diciéndole que esta es mucho mejor y más estable. El cliente parece escéptico, le dice a Mac que va a "pensar en ello", y se va. Un Mac frustrado se quita una máscara y su ropa, revelándose como PC disfrazado. Entonces el verdadero Mac aparece, ve máscara y ropa desechada de PC, y dice: "Ni siquiera quiero preguntar."
- Tech Support—Un técnico está presente para la instalación de una webcam en el PC (usando cinta adhesiva para adjuntarlo a la cabeza). PC está muy satisfecha con su nueva actualización, pero al enterarse de que Mac tiene una cámara web incorporada, se va molesto fuera sin esperar a que la cámara esté completamente instalada.
- Teeter Tottering—Una mujer que tenía un PC tiene una caja de las cosas que estaban en su PC y dice que está cambiando a Mac, pero PC intenta convencerla de quedarse, pero ella va con Mac cada vez.
- Throne—PC aparece en la túnica de un rey y en un trono diciendo que a pesar de que el cambio de computadoras puede ser difícil, sus súbditos se no lo dejaran y que él sigue siendo el rey. Mac entonces comienza a hablar acerca de cómo los usuarios de PC pueden traer su PC a una Apple Store donde les pueden transferir todos los archivos a un Mac nuevo, ante esto PC declara a Mac desterrado.
- Time Machine—En la introducción típica de Mac y PC, en lugar de haber un Mac, hay una línea de 10. PC se sorprende, por lo que los diversos Macs explican que se trata simplemente de Time Machine, una característica de Leopard que hace copias de seguridad del disco duro del usuario. PC se ve obligado a admitir que tal característica es bastante impresionante seguido de agradecimiento de los distintos Macs.
- Time Traveler—PC utiliza una máquina del tiempo para viajar al año 2150 para ver si las cuestiones importantes (como la congelación y los cierres inesperados) han sido eliminados del PC y para ver si los ordenadores son tan sin problemas como Macs. Después de que PC llega a 2150, el futuro PC se congela, lo que responde a la pregunta.
- Top of the Line—PC y Mac aparecen con un cliente que esté buscando un nuevo equipo. PC le presenta al PC "top de la línea" (Patrick Warburton), un PC guapo en un traje. Ella le pregunta sobre el tamaño de la pantalla y la velocidad a la que él responde que es el mejor, pero luego se arrepiente cuando ella dice que no quiere hacer frente a cualquier virus o molestia. Ella decide ir con Mac, por lo que el PC top de la línea le entrega su tarjeta de visita y le dice que le llame "cuando esté lista para el compromiso."
- Touché—Justo después de PC se presenta, el personaje Mac responde: "Y yo soy un PC, también." Mac le explica al confundido PC que puede funcionar tanto con Mac OS X y Microsoft Windows, llamándose a sí mismo el único equipo que usted necesitará siempre. PC murmura, "Oh ... Touché". Mac explica, en referencia a las reglas de la esgrima, que sólo se dice touché después de que la persona hace un punto y otra persona hace un contrapunto, pero la PC sigue usando mal de la palabra.
- Trainer—Se inicia el comercial de la forma tradicional, pero PC está haciendo ejercicio con un entrenador en una camisa a rayas (Robert Loggia), diciendo cosas que hacen mejorar a PC. Entonces PC sugiere el entrenador probar algunos 'refuerzos positivos', y se enoja y se sorprende cuando el entrenador le hace cumplidos a Mac.
- Tree Trimming—Otro comercial animado para la temporada navideña. Mac y PC hacen a un lado sus diferencias y deciden adornar un árbol de Navidad colgando adornos y luces. Mac dice a PC que son buenos amigos, mientras que PC se pone nervioso. Cuando terminan, PC no quiere encender las luces en el árbol, pero Mac le convence para hacerlo. Cuando conectan las luces y se iluminan, estas dicen "PC Rules." Él se disculpa con Mac y dice que solo pasó. La animación es en el estilo de animación Rankin-Bass.
- Trust Mac—PC, en un intento de esconderse del spyware, lleva una gabardina, un sombrero, lentes de sol, y bigote falso. PC ofrece a Mac un disfraz, pero Mac se niega, diciendo que él no tiene que preocuparse por el spyware y virus con Mac OS X Leopard.
- V Word—PC declara que van a dejar de referirse a su sistema operativo (Windows Vista) por su nombre. Él dice que el uso de la palabra "no se sienta bien con los usuarios de PC frustrados". A partir de ahora, van a utilizar una palabra con mucho menos contexto negativo: "Windows". PC se encuentra sosteniendo una caja de color negro con un gran botón rojo este suena un timbre cuando se presiona. PC presiona el botón cada vez que Mac dice Vista. Tras señalar que no usar la palabra no es lo mismo que solucionar los problemas sistema operativo, Mac termina el anuncio diciendo Vista varias veces en rápida sucesión, frustrando los intentos del PC a sonar el timbre.
- Viruses—PC ha obtenido un nuevo virus (representado como un resfriado) y advierte a Mac que se mantenga alejado de él, citando a los 114.000 virus conocidos para PC. Mac afirma que los virus de PC no le afectan, y PC anuncia que va a dejar de funcionar antes de desplomarse en el suelo en un desmayo.
- Work vs. Home— Mac describe como a él le gusta hacer cosas divertidas, como Podcast y Cine, lo que conduce a PC a afirmar que también él hace cosas divertidas, como time sheets, hojas de cálculos y gráficos. Después de Mac responde que es difícil de capturar unas vacaciones en familia usando un gráfico circular, PC refuta al mostrar un gráfico circular que representa el tiempo usado en cada actividad con diferentes tonos de gris. Mac responde: "Me siento como si hubiera estado allí."
- Wall Street Journal—Mac está leyendo una opinión favorable de sí mismo por Walt Mossberg en The Wall Street Journal. Celoso, PC afirma que él también recibió una gran crítica, pero lo descubren cuando Mac le solicitan datos específicos. Este anuncio actualmente no está disponible en el sitio web de Apple, pero se puede encontrar en YouTube.
- Yoga— Mac está mirando a PC mientras tiene una sesión de yoga en la que la instructora (Judy Greer) apoya a PC en la expulsión de la mala energía de Vista y olvidar los problemas de Vista, pero cuando el instructor de yoga va a quejarse de que Vista arruinó la facturación de yoga y se va molesta, PC considera cambiar a pilates.

## Campaña exclusiva de Internet
Varios anuncios se han mostrado exclusivamente en Flash en numerosos sitios web. A diferencia de los anuncios que se mostraron en televisión, estos anuncios no se han publicado como vídeos QuickTime en el sitio web de Apple. Estos anuncios duran aproximadamente 20 segundos cada uno y hacen referencia a elementos de la publicidad en línea (como banners), por lo que es poco probable que alguna vez aparecezcan en televisión.
Los títulos se han tomado de los nombres de los archivos en Flash.
- Banging—PC expresa su arrepentimiento por la actualización a Windows Vista, ya que le está causando diversos problemas. Mac trata de consolarlo, pero PC sigue golpeándose la cabeza en un lado del anuncio publicitario.
- Booby Trap—PC y Mac están en PCMag. PC está enojado que pusieron un banner diciendo que iLife '09 es la mejor suite ofimática. PC amarra algunos cables en el banner reclamando que quien le de clic recibirá una descarga. PC lo demuestra haciendo clic en él.
- Claw—En un anuncio de skycraper, PC utiliza una garra para tratar de hacerse con una copia en caja de Microsoft Office 2008 para Mac que está en el banner superior. Afirma que si la gente ve que Office 08 está en Mac, van a hacer preguntas acerca de lo que un PC puede hacer que el Mac no puede. Mac señala que Office ha estado en el Mac desde hace años, y que esta es simplemente la versión más reciente. PC tira la caja de Office, lo que provoca una alarma se active. PC entrega la garraa Mac, diciendo: "¡Él lo hizo!"
- Cramped—En el único anuncio exclusivo del Reino Unido, PC y Mac (interpretados por Mitchell y Webb) se encuentran juntos en un banner, quejándose por el tamaño y el formato del anuncio, y alentando al usuario a hacer clic en el anuncio de forma más rápida.
- Customer Experience—Un anuncio muestra que Mac está clasificado # 1 en experiencia al cliente. PC se siente frustrado y consulta más opiniones de un antes y un después. Ambos dicen que Mac es mejor.
- Customer Satisfaction— Un medidor de "Satisfacción al cliente" aparece en un anuncio por encima de Mac y PC. La aguja del medidor se mueve a unos 85 de 100. PC sube hasta el banner superior, y tira de la aguja. Él accidentalmente rompe la punta del medidor, y luego lo deja en la marca de 20, y dice "La satisfacción del cliente está bajando ..."
- Easy as 1–23[6]—En un banner, PC Mac muestra su nuevo lema. Mac supone que significa "PC. Tan fácil como 1-2-3," pero PC le corrige diciendo que significa "Fácil como 1  hasta  23". Luego muestra 23 pasos para el uso de un PC.
- Editorial—PC arrastra su propia columna editorial en el anuncio (ya que estos anuncios aparecieron en los sitios de noticias, como cnn.com, y se "mezcla" en el resto del sitio). El titular de la columna dice "Deja de cambiar a Mac!" PC explica que las personas se están cambiando a Mac más que nunca, y que necesitan saber lo mucho que está afectamdp a la PC. Hace un par de poses angustiados en la caja de la foto para ilustrar lo frustrado que está.
- Hiding[7]—PC se asoma desde el lado izquierdo de la pantalla. Cuando Mac le pregunta qué está haciendo, PC explica que se está escondiendo de virus y spyware. PC se va, diciendo que tiene que realizar un análisis. Hay dos versiones de este anuncio: un anuncio cuadrado de 300x250 y un banner vertical de 160x600. PC es idéntico en ambas versiones, pero las tomas de Mac son diferente en cada uno.
- Knocking—PC entra en pánico por la necesidad de buscar nuevos controladores para su hardware ahora que ha actualizado a Windows Vista. Él trata de forzar su camino por el lado izquierdo de la pantalla para que pueda salir a buscar los nuevos controladores, pero en repetidas ocasiones falla encontrándose con una pared. Cuando finalmente logra salir por la parte izquierda de la pantalla, se da cuenta de que acaba de entrar por el lado derecho de la pantalla.
- Newswire—PC, celoso de la buena reputación de Mac con la prensa, obtiene su propio newswire encima del anuncio. Por desgracia, el servicio de noticias muestra titulares poco halagadores como "usuarios de Vista molestos por fallas" y "Usuarios regresando a XP." PC dice que odia a su estúpido newswire y el siguiente titular en este es "PC odia su Newswire."
- Not—Un anuncio en la parte superior de la página dice: "Leopard es mejor y más rápido que Vista." -Wall Street Journal. Mac presenta a sí mismo mientras que PC sube una escalera. Mac le pregunta a PC qué está haciendo y le dice que está corrigiendo un error tipográfico. Luego sube hasta la cima y engrapa un pedazo de papel al final de la cita que dice No. PC le dice a Mac que tienen todo el Internet por corregir y pide Mac para traiga la escalera.
- PC Turf[8] (Exclusivos de PCMag.com y PCWorld.com)—PC da la bienvenida a los internautas en su territorio, PCWorld.com, y comenta que Mac debe sentirse fuera de lugar allí. Mac señala que dijeron algunas cosas acerca de los Macs, así que PC pide a seguridad retirar a Mac porque él va a ser un problema. La versión de PC Magazine es idéntico, salvo la voz de PC dice "PCMag.com."
- Refresh[9]—Un anuncio en la parte superior de la página dice: "Vista ... ¿uno de los mayores errores en la tecnología?" -CNET.com. A un lado, PC ve el anuncio y se da cuenta de que es otra crítica de Vista y decide hacer una actualización de emergencia. Él se acerca al fonfo y abre una puerta del compartimiento que dice, "Actualización de emergencia". PC gira el interruptor, y el anuncio se sustituye por otra que dice: "Es hora de rehacer Vista" -PC Magazine. PC, frustrado por esta revisión, gira de nuevo el interruptor. El anuncio es remplazado por otro que dice: "Mac OS X Leopard: Un 10 perfecto" -InfoWorld. PC ve esta crítica positiva y se alivia hasta que se da cuenta de que es sobre Leopard. PC gira el interruptor de nuevo para finalizar el anuncio.
- Sign[10]—En un anuncio, Mac pregunta a PC sobre un anuncio apagado que dice, "NO SE DE POR VENCIDO CON VISTA." PC responde que esto detendrá el problema de los usuarios frustrados de Windows Vista de regresar a XP o cambiar a Mac. Se aprieta un botón, iluminando sólo la parte VENCIDO del anuncio. Aprieta de nuevo, iluminando CON VISTA. Frustrado, PC presiona el botón varias veces, causando VENCIDO y VISTA se iluminen alternativamente.
- Switcher Cams—Un anuncio en la parte superior de la página muestra 5 pantallas de cámaras de seguridad que muestran a los usuarios entrar en una Apple Store; cuando los usuarios pasan junto a cada cámara "PC SWITCHER" se ilumina en rojo debajo de cada pantalla. PC ve a los switchers y está decepcionado que están cambiando a Mac en lugar de a Windows 7. Mac dice que pensó que Windows 7 se supone que era una mejora, a lo que PC responde que Mac es todavía # 1 en satisfacción del cliente y que la gente tendrá que mover sus archivos de todos modos. PC se va y aparece en una de las pantallas de video, logrando detener a un switcher de entrar en la tienda de Apple, pero dice que todavía le faltan "miles y miles de personas".

## Campaña de Reino Unido
Para el mercado británico, los protagonistas fueron la pareja de comedia Mitchell y Webb en los papeles principales; David Mitchell como PC y Robert Webb como Mac. Además de anuncios originales, varios anuncios de la campaña estadounidense fueron regrabados con nuevos diálogos y escenas ligeramente diferentes. Estos anuncios tienen aproximadamente 40 segundos de duración, por lo que son ligeramente más largos que los anuncios estadounidenses.
Los siguientes anuncios son exclusivos del Reino Unido:
- Art Language—En un esfuerzo por relacionarse con los tipos artísticos creativos que asumen usan Mac, PC, vestido con un bohemio, comienza a hablar con Mac utilizando un lenguaje pretencioso. A pesar de la insistencia de Mac que permite a cualquier persona que ser creativa, PC sigue usando este tipo de lenguaje, y termina confundiendo incluso a sí mismo.
- Court—PC, vestido con un traje de abogado, cuestiona a Mac sobre cuánto tiempo se necesita para hacer un álbum de fotos en iPhoto, Mac afirma haberlo hecho en pocos minutos. Dudando de la afirmación de Mac, PC recurre a cortar a Mac cada vez que intenta hablar.
- Magic—Intercambiando un documento de 50k palabras en un archivo para Mac, PC dice que el proceso es mucho más difícil de lo que realmente, toca un redoble de tambor y la ayuda de una asistente de mago ayudante de un mago, y grita "¡Sorprendente!" al final de la transferencia. Perplejo, Mac señala que es compatible con PC y le pasa una foto sin ningún problema en absoluto, al final de los cuales PC grita "¡Sorprendente!"
- Naughty Step—PC revela el elemento de disuasión para un niño rebelde (similar a la técnica utilizada por el Jo Frost en el Reino Unido y los Estados Unidos la serie  Supernanny ). Él explica que los niños no deberían estar haciendo fotos, películas y sitios web en un PC. Mac señala que son cosas que a los niños les gusta hacer, lo que resulta en su castigo.
- Office at Home—PC está orgulloso de su papel en la oficina y el hogar, pero Mac se queja diciendo que las casas no se manejan como oficinas, y por lo tanto no debe tener computadoras de oficina. PC con impaciencia comienza a describir las formas en que los hogares pueden ser tratados como oficinas, Mac comenta sarcásticamente que la casa de PC parece un lugar divertido.
- Office Posse—PC se pregunta por qué Microsoft Office (Excel, PowerPoint, Word y Entourage) se encuentran con Mac y se sorprende cuando Mac menciona que el también corre Office. PC intenta ordenar a los miembros de Office para que se reúnan con él, pero se niegan, dando lugar a lo Mac llama un momento incómodo.
- Tentacle—PC alaba la ética de trabajo de Gran Bretaña, ante la insistencia de Mac en la necesidad de diversión en la vida. En un intento de persuadir a Mac, PC emplea varias metáforas de animales, pero se termina desviando del tema

Varios anuncios estadounidenses fueron modificados para el mercado Británico. En algunos de estos anuncios, los eventos que se producen en la narrativa difieren significativamente de la campaña americana original. Otros siguen los anuncios originales más de cerca, con sólo pequeñas diferencias (muchos basados en las diferencias en la caracterización de los actores involucrados o diferencias lingüísticas entre Inglés Americano e Inglés británico). Estos anuncios también los protagonizan Mitchell y Webb.
Los anuncios adaptados son:
- Accident
- Network
- Out of the Box
- Pie Chart
- Restarting
- Stuffed
- Trust Mac
- Virus

## Campaña Japonesa
El 12 de diciembre de 2006, Apple comenzó a emitir anuncios de la campaña "Get a Mac" en Japón que eran similares a los de EE. UU. El Mac y PC son interpretados por Rahmens, un dúo cómico japonés. Los anuncios que se utilizan para ser vistos en el sitio Apple's Japan.
Los siguientes anuncios son exclusivos de Japón:
- Nengajo—Mac muestra a PC la tarjeta de Año Nuevo que hizo usando iPhoto. PC la mira, y comenta acerca de la imagen del jabalí en la tarjeta.
- Nicknames—PC está confundido por qué Mac no es llamado un PC. Mac explica que más personas lo utilizan en casa, y el PC está más orientado a los negocios-. PC pide un apodo para él mismo; Mac lo llama Waku (trabajo).
- Practice Drawing—PC dice que puede crear imágenes, pero todos son los gráficos. Por ejemplo, lo que Mac piensa es Manhattan es un gráfico de barras y lo que Mac piensa es una vista de una montaña es un gráfico de líneas. Mac identifica correctamente un gráfico circular, pero PC responde que se trata de una pizza, reprendiendo a Mac por no tener sentido artístico. Este anuncio es similar a Art Language, en el cual PC está tratando de socializar con personas bohemias como Mac.
- Steps—Mac dice a PC que ha hecho su propia página web usando iWeb. PC pide los pasos para hacer su propia página. Mac se los da, terminando después del paso tres. PC pide a Mac el paso cuatro, y este explica que es tomar una taza de café.

Varios anuncios estadounidenses fueron modificados para el mercado japonés. En algunos de estos anuncios, los eventos que se producen en la narrativa difieren significativamente de la campaña americana. Otros siguen los anuncios originales más de cerca, con sólo pequeñas diferencias (muchos basados en las diferencias en la caracterización de los actores involucrados).
Los anuncios adaptados son
- Bloated
- iLife
- iMovie
- Microsoft Office
- Pie Chart
- Restart
- Security
- Virus

## Videos mostrados en Keynotes
Aunque estrictamente no son parte de la campaña publicitaria, Hodgman y Long aparecieron en videos durante los discursos inaugurales de Steve Jobs en las conferencias de desarrolladores de 2006, 2007, y en la Macworld de 2008.
- WWDC 2006—En un intento por frenar el desarrollo en Mac, PC dice que tiene un mensaje de Steve Jobs y que los desarrolladores deben de tomar el resto del año de descanso, y que Microsoft podría ocupar un poco de ayuda con Vista. Él comienza a desviarse del tema hablando acerca de sus vacaciones con Jobs, pero cuando llega Mac le dice solo está preparando su próximo comercial y empieza a cantar la canción "Meow Mix" fuera de tono.
- WWDC 2007—PC se viste como Steve Jobs, y anuncia que renuncia y va a cerrar Apple. Afirma que a Vista le fue tan bien, que no hay necesidad de Leopard, y que él acaba de conseguir su iPod-killer, un Zune. Él le dice a los desarrolladores que vayan a casa porque ya no son necesarios. Mac llega y regaña PC por tratar de engañar a los desarrolladores de nuevo como el año pasado. Él le pregunta si realmente piensa que el público cree que es Jobs, ante esto PC luego afirma que es Phil Schiller.
- MacWorld Expo 2008—PC y Mac se encuentran bajo signo Feliz Año Nuevo, PC habla sobre lo terrible que fue el 2007 para él, refiriéndose a Windows Vista, mientras que Apple Inc. ha tenido éxito con Mac OS X Leopard, iPod Touch y iPhone. A pesar de esto, PC dice que es optimista de cara al futuro, afirmando que es el Año de la PC. Cuando se le pregunta cuáles son sus planes para el 2008, PC afirma que "sólo va a copiar todo lo que Mac hizo en 2007".
- WWDC 2009—PC sale, saluda al público y dice que quiere que tengan una gran conferencia con "innovaciones increíbles que mantendrá a Apple en la vanguardia ..." Se detiene, y dice: "Creo que puedo hacerlo mejor." En la toma 2. Él les desea una "semana con un poco de innovación, pero no mucha, por favor. Sí, eso me gusta." Luego dice algunas cosas sobre la cuanta atrás para alcanzar un billón de Apps. Él pide ideas. Él dice: "Espero que estén pensando en algunas ideas porque yo estoy pensando en algunas grandes ideas también ... ¿Cuáles son sus ideas?" Finalmente en la toma 16, PC rinde y Mac les desea a todos que tenen una gran conferencia.

## Fechas de emisión (Campaña de EE.UU.)
Los anuncios fueron lanzados gradualmente:
- El conjunto original de Viruses, Restarting, Better, iLife, Network, WSJ, fueron lanzados el 2 de mayo de 2006.
- Work vs. Home, Touché, y Out of the Box fueron lanzados el 12 de junio de 2006.
- Accident, Angel/Devil and Trust Mac, fueron emitidos el 27 de agosto de 2006, durante los Emmys 2006.
- En septiembre, tres nuevos comerciales hicieron su debut en la televisión canadiense, uno (Better Results) cuenta con Gisele Bündchen junto Hodgman y Long en un anuncio que había sido visto en ciertas tiendas de Apple. Fueron publicados en el sitio web de Apple el 9 de octubre de 2006.
- En octubre de 2006, 3 nuevos anuncios, Better Results, Counselor, y Self Pity, fueron emitidos en la televisión estadounidense.
- A finales de noviembre de 2006, 3 nuevos anuncios fueron emitidos, Gift Exchange, Sales Pitch, and Meant for Work.
- El 19 de diciembre de 2006, el anuncio Goodwill apareció en apple.com. El anuncio Wall Street Journal desaparecío poco después de esto (pero todavía se puede encontrar en el sitio).
- El 9 de enero de 2007, en la introducción en la Macworld 2007, Surgery fue añadido, y Network fue removido.
- El 16 de enero de 2007, se añadieron Sabotage y Tech Support, y los anuncios de 2006 Better, 'Gift Exchange y Goodwill se eliminaron y'. Network se añadió una vez más.
- El 6 de febrero de 2007, Security fue añadido.
- El 7 de febrero de 2007, Gift Exchange, Goodwill, y Better fueron añadidos nuevamente, por lo que todos los anuncios de la campaña norteamericana, excepto Wall Street Journal, pueden ser vistos en apple.com/getamac/ads.
- El 11 de abril de 2007, Computer Cart y Flashback fueron añadidos.
- El 14 de abril de 2007, The Stuffed fue añadido.
- El 7 de mayo de 2007, Choose a Vista, Genius, y Party Is Over fueron añadidos.
- El 11 de noviembre de 2007, PR Lady, Boxer, y Podium fueron añadidos. Network, iLife, y Restarting fueron retirados del menú.[11]
- En noviembre de 2007, el anuncio exclusivo de internet, Sign, fue lanzado.
- El 4 de diciembre de 2007, Misprint fue añadido.
- El 6 de diciembre de 2007, Now What? fue añadido.
- El 13 de diciembre de 2007, Santa Claus fue añadido.
- El 6 de enero de 2008, Referee fue emitido durante el inicio de los playoffs de la NFL.
- El 13 de enero de 2008, Time Machine fue añadido.
- El 25 de enero de 2008, el anuncio "Not", exclusivo de internet, fue puesto en la página principal de Yahoo! News. También apareció en la página de the New York Times.
- El 1 de abril de 2008, Breakthrough y Yoga fueron emitidos.
- El 9 de abril de 2008, Office Stress fue emitido.
- El 12 de mayo de 2008, Group y Pep Rally fueron añadidos.
- El 13 de mayo de 2008, Sad Song fue añadido.
- El 18 de agosto de 2008, Calming Teas, Throne, Pizza Box, y Off the Air fueron añadidos.
- El 19 de octubre de 2008, Bean Counter, y V Word fueron emitidos.
- El 20 de octubre de 2008, Bake Sale fue añadido.
- El 16 de diciembre de 2008, Tree Trimming, y I Can Do Anything fueron añadidos.
- El 19 de abril de 2009, Time Traveler, Stacks, Legal Copy, y Biohazard Suit fueron añadidos.
- El 12 de mayo de 2009, Elimination, PC Choice Chat, y Customer Care fueron añadidos.
- El 25 de agosto de 2009, Surprise y Top of the Line fueron añadidos.
- El 29 de agosto de 2009, Trainer fue añadido.
- El 11 de septiembre de 2009, PC Innovation Lab fue añadido.
- El 23 de octubre de 2009, Broken Promises, Teeter Tottering y PC News fueron emitidos en el día del lanzamiento de Windows 7.

## Efectividad
Antes del lanzamiento de esta campaña, en marzo de 2006, Apple tuvo un repunte a la baja de las ventas para el período 2005-2006. Un mes después del inicio de la campaña 'Get a Mac', Apple registró un aumento de ventas de 200.000 Macs, y al final de julio de 2006, Apple anunció que había vendido 1,3 millones de Macs. Apple tuvo un aumento global de ventas de 39% para el año fiscal que terminó en septiembre de 2006.

## Crítica
En un artículo para Slate magacín, Seth Stevenson criticó la campaña por ser demasiada "mezquina", sugiriendo que, "¿no es la superioridad engreída (no importa que sencillo o casual se vista) un poco desagradable como una estrategia de marca?".
En un artículo en The Guardian, Charlie Brooker señala que el uso de la comediantes Mitchell y Webb en la campaña del Reino Unido es curiosa. Ambos protagonizan la comedia Peep Show  en la que, en palabras de la autor, "Mitchell interpreta un reprimido, neurótico, y Webb juega un egoísta, farsante ... Así que cuando usted ve los anuncios, usted piensa, 'PC es un poco malo pero en última instancia, adorable, mientras que los Mac son sólo petulantes."

### Diferenciando entre Mac y PC
Muchos expertos en computación han discutido sobre la definición de PC, o un ordenador personal, lo que puede plantear cuestiones acerca de la diferenciación real entre un Mac y un PC. El redactor jefe de PC Magazine, Lance Ulanoff, afirma en una columna de 2008 en la revista PC Magazine:

Por supuesto, los anuncios serían mucho menos eficaces, porque los consumidores podrían darse cuenta de que las diferencias de Apple que está tratando de promocionar no son tan grandes como Apple quiere hacer creer.

## Soy un PC
Microsoft respondido a la campaña publicitaria Get a Mac a finales de 2008 con la liberación de la campaña Soy un PC, con el empleado de Microsoft Sean Siler como John Hodgman look-alike. Si bien los anuncios de Apple muestran personificaciones de los dos sistemas de Mac y PC, los anuncios de Microsoft muestran a los usuarios de PC orgullosamente definiéndose como PC.

## Parodias
Videos parodiando la campaña se han publicado en línea por Novell, para promover la Linux, representados por una mujer joven y a la moda. Un conjunto diferente de vídeos que parodian la campaña se han producido, pero con Linux retratado como un típico hombre nerd.
Late Show with David Letterman ha hecho parodias de la campaña Get a Mac, desde la peluca de Mac siendo retirada por PC para revelar su calvicie, hasta Mac como David Hasselhoff comiendo una hamburguesa con queso borracho.
El usuario de YouTube ItsJustSomeRandomGuy ha publicado una serie de vídeos, que consisten en figuras de acción de cómics en discusiones sobre sus diferencias en "Soy un Marvel ... y yo soy un DC ". Los personajes suelen comparar los resultados de las últimas películas de superhéroes, de ambos Marvel y DC.
En un episodio de Air Farce Live, salió al aire en la época de las elecciones canadienses, tenía un sketch donde uno de los comediantes se introdujo como un liberal, y el otro como un PC (Conservador Progresista) . El sketch se transmitió en partes separadas durante el episodio.
Para promover Steam en Mac, Valve hizo una parodia con  Portal  y Team Fortress 2 .
 City of Heroes  ofreció una serie de parodias o en línea con un de diálogo en torno a dos personajes machinima. Todos empiezan igual: uno que proclama "Yo soy un héroe", y el otro que proclama "Yo soy un villano." El video fue hecho para promover su nueva edición del juego para Mac, lanzado en febrero de 2009.
Instant Star y Degrassi: The Next Generation hicieron una parodia donde describir sus propios programas. Alexz Johnson caracterizó Instant Star (Johnson interpreta a Jude Harrison en el show) y Miriam McDonald caracterizó a Degrassi (McDonald hace a Emma Nelson en el show).
T-Mobile USA lanzó en 2010 una campaña publicitaria para la T-Mobile 4G, que cuenta con la modelo/actriz Carly Foulkes como un teléfono 4G que va en contra del iPhone 4, que en ese momento era exclusivamente de su competidor AT&T.
Otra parodia web de los anuncios comparan Nintendo Wii contra PlayStation 3, con el Wii representado por una atractiva rubia en un traje de baño de dos piezas y la PS3 representado por una mujer en un atuendo de nerd.
 SuperNews! hizo 2 cortos basados en los anuncios "Get a Mac", que cuentan con Bill Gates y Steve Jobs luchando entre sí. Antes de todos los vídeos se eliminaran del canal, el primer video fue el más visualizado en dicho canal con más de 3.000.000 visitas.
Funny or Die hizo un video para el lanzamiento del libro de John Hodgman's That Is All incluyó un segmento en el que Hodgman camina a través de una sala vacía en su mansión. Justin Long se sienta solo en el espacio blanco de los anuncios Get A Mac, feliz de ver a Hodgman de nuevo y con ganas de hacer otro comercial.
Después de la huelga de guonistas en 2007, el elenco de la serie Numb3rs decidió hacer una parodia de los comerciales "Get a Mac" para promover el regreso de la serie el viernes 4 de abril de 2008. En el anuncio, los hermanos Don Eppes (Rob Morrow) y el Dr. Charlie Eppes (David Krumholtz) discuten los beneficios de ser agente del FBI contra los beneficios de ser matemático. Al equipo de producción le tomaba dos horas filmar un vídeo de 34 segundos.